# Philippe Dilo
 (mai 2014).
Si vous disposez d'ouvrages ou d'articles de référence ou si vous connaissez des sites web de qualité traitant du thème abordé ici, merci de compléter l'article en donnant les références utiles à sa vérifiabilité et en les liant à la section « Notes et références ».
Philippe Dilo est un guitariste, auteur-compositeur-interprète de musique antillaise guadeloupéen.

## Biographie
Né d’un père guyanais et d’une mère guadeloupéenne, Philippe Dilo est originaire de la commune de Saint-Claude en Guadeloupe où il a passé en majeure partie son enfance, sauf quand les évènements du volcan la Soufrière en 1976, ont contraint sa famille comme bon nombre de Guadeloupéens à émigrer provisoirement à Pointe-à-Pitre. Après un rapide passage dans sa ville natale (toujours en 1976), Philippe Dilo s’envole pour la métropole et s’installe à Paris où il travaille pour Pizza Pino à Rungis.
Avec la complicité de son frère, il fait la connaissance de Michel Beltoise, traiteur qui tient un restaurant mexicain et qui n’est autre que le frère du célèbre pilote automobile Jean-Pierre Beltoise. Cette rencontre lui ouvre les portes du show-biz à Lyon, scène de ses premières prestations : Palavas-les-Flots, Grau du Roi etc.
Avec sa guitare, il interprète les grands standards de la musique antillaise (Ba mwen on ti bo, etc.) ainsi que des titres de David Martial. En 1977, son succès[réf. nécessaire] lui impose une domiciliation à Lyon. Il intègre dès lors le Star Combo de Michel Nanette, formation typique far de la région. Mais en 1978, ces succès n’empêchent pas la nostalgie de le renvoyer sur sa terre natale. Il s’implante à Besson (Les Abymes) où demeure sa mère adoptive. 
À son arrivée en Guadeloupe, le groupe folklorique « Caraibana » l’engage comme guitariste. Il y reste environ trois mois. 
Il a fait partie de nombreux autres groupes tels que : « Makandjia », « Kako » (avec lequel il a participé à la grande fiesta du sud), « Message », « Sensation » des frères Adimoulon devenue par la suite « Azur »), « Bat and Ko » (ex Batako) de Patrick Parole. Avec certains de ces groupes, il a eu l’occasion de graver son nom sur des sillons de disques vinyles 33 tours et autres supports musicaux en vogue à l’époque (CD, cassette audio, DVD, VHS).
En 1981, son ami Gilles Floro le fait engager dans les Aiglons, nouvelle formule de Michel d’Alexis. Puis c’est au tour de Luc Leandry de l’intégrer au sein du groupe Zouk Time avant de le présenter au producteur « Liso Servais » qui lui offre l’occasion d’enregistrer son premier album solo, lui ouvrant ainsi la voie du succès avec une multitude de tubes dont le fameux : Case créole (1988), Bel négresse (1989), Kout zié (1991), et bien d’autres titres édités sur divers labels (DEBS, etc.).
En 1994, à l’occasion d’un bœuf meeting à Pointe-à-Pitre, Philippe Dilo et une vingtaine d’artistes guadeloupéens manifestent leur désir de voir leur activité être acceptée comme une profession à part entière. Ces musiciens réclament à cris et à corps des fiches de paie. En août 1995, devant plus de 12 000 personnes, il fait la première partie du show du Jazz man américain Ray Charles.
En 1998, il fait son retour métropolitain et pose ses valises en Seine-Saint-Denis où parallèlement à la musique il occupe un poste de fonctionnaire au sein de l’Éducation nationale. Sa notoriété confirmée[réf. nécessaire] le fait engager pour la réalisation d’album d’autres artistes tels que ceux de Christian Fabroni, Patrick Parole, etc. 
De la Caraïbe à la Guyane en passant par l’Europe et jusqu’en Afrique, les mélodies de Philippe Dilo ont fait les beaux jours de la musique antillaise. Depuis 2009, il semble se stabiliser avec la formation de Michel Nerplat (Viagrasson).

### Carrière Solo
Ensuite en 2014, Philippe Dilo sort son single "Baby Love" avec la collaboration de Franck Armede de Never Dies Prod. 
Puis en 2016, Philippe Dilo produit son single "Lymiè a Kè an Mwen" en hommage à sa mère.
Actuellement, il continue à interpréter ses chansons en faisant diverses prestations scéniques pour le plus grand plaisir de ses fans des Antilles, de France et d'ailleurs.

## Discographie
- 1993 : Lekol a Banbiyo (Debs Musique)
- 1995 : Dé'w Twa Mo (Debs Musique)
- 1997 : Yo vlé dansé anba Koko (Debs Musique)
- 1999 : Rêveries (Singamalon production)
- 2014 : Baby love (Never Dies Prod)
- 2016 : Lymiè a Kè an Mwen (Phil.D production)